# Richmond House

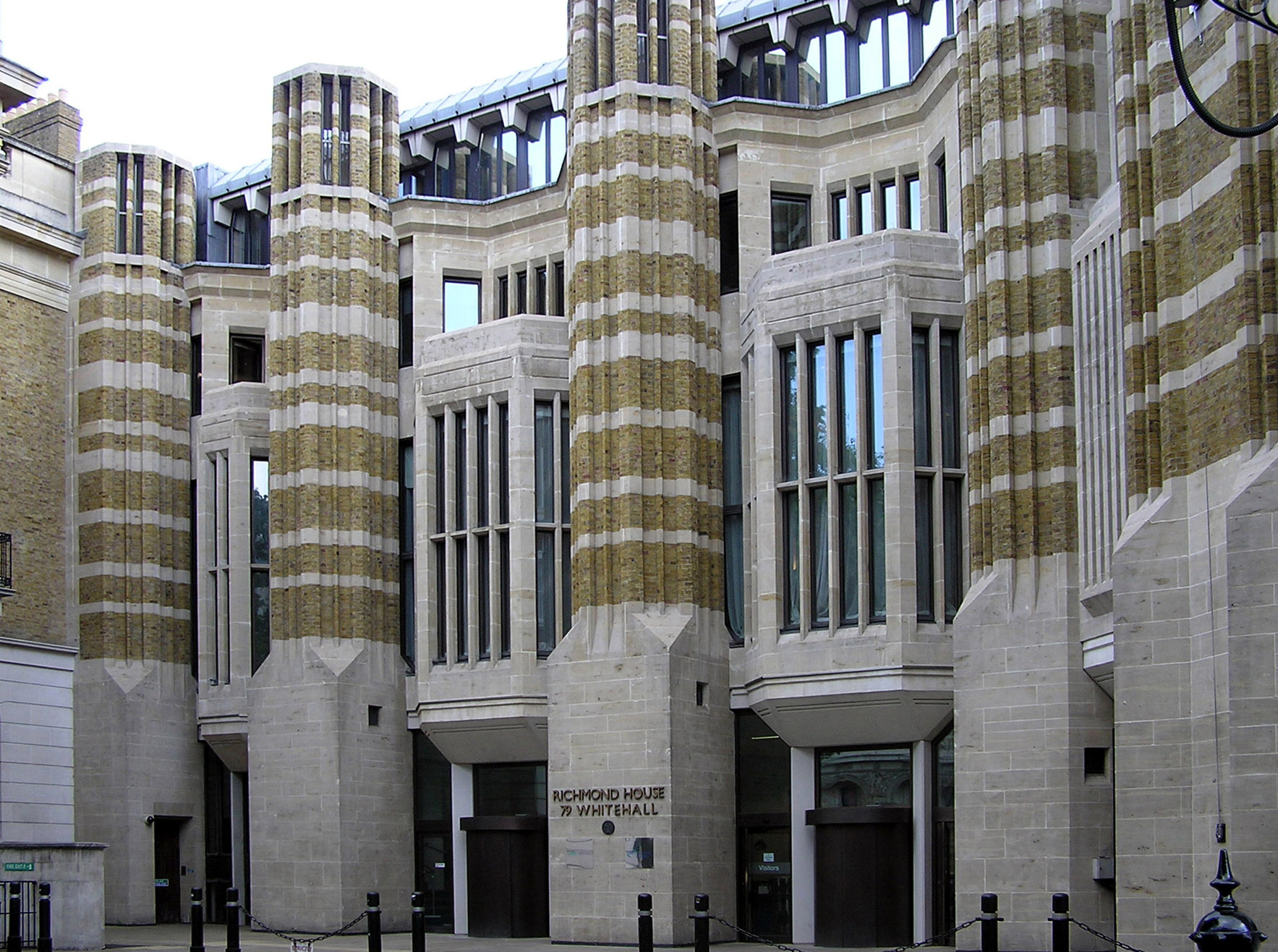
Richmond House, 79 Whitehall, Londres, terminada en 1987 como sede del Departamento de Salud. Entrada en Whitehall

Richmond House es un edificio del gobierno en Whitehall, City of Westminster, Londres. Su nombre proviene de una casa histórica del duque de Richmond que una vez estuvo en el sitio.

## Historia

### Estuardo Duques de Richmond
Richmond House fue construida por primera vez como su casa en Londres por Charles Stewart, tercer duque de Richmond, sexto duque de Lennox (1639-1672) de Cobham Hall en Kent, un noble inglés de ascendencia franco-escocesa y cuarto primo del rey Carlos II de Inglaterra. Fue construido poco después de la Restauración de la Monarquía de 1660 cuando el Rey Carlos II regresó a Gran Bretaña de su exilio en Francia durante la Guerra Civil y la Commonwealth. Fue construido en el antiguo campo de bolos del Palacio Real de Whitehall, en el extremo sur de Privy Gardens. Su lado oeste miraba hacia Whitehall, pero el frente principal miraba hacia el norte, hacia Banqueting House y Charing Cross . El tercer duque de Richmond murió sin descendencia en 1672, pero su viuda permaneció en la ocupación hasta su muerte en 1702.

### Reversión a corona
Después de 1702 la casa volvió a la corona y fue ocupada primero por el Secretario de Estado y luego por los Contralor de Cuentas del Ejército.

### Lennox Duques de Richmond
En 1710, durante el reinado de la reina Ana, concedida a Charles Lennox, primer duque de Richmond, primer duque de Lennox , de Goodwood House en Sussex, el más joven de los siete hijos ilegítimos del rey Carlos II (por su amante Louise de Kérouaille, duquesa de Portsmouth). El rey había colocado a Charles Lennox en muchos sentidos en la persona del difunto tercer duque de Richmond, cuya familia era muy querida por los monarcas Estuardo. En 1733-4  Su hijo Charles Lennox, segundo duque de Richmond, segundo duque de Lennox construyó una nueva casa adyacente a la primera casa, según el diseño de Lord Burlington, el pionero de la arquitectura palladiana en Inglaterra. Después de 1738 demolió la primera casa para mejorar su vista. En 1747 le encargó a Canaletto que pintara un par de vistas de Richmond House, hoy en la colección de su descendiente, el undécimo duque de Richmond en Goodwood House . El segundo duque también amplió su casa de campo en Goodwood House, según los diseños de Matthew Brettingham . En 1758 su hijo Charles Lennox, 3.er duque de Richmond, 3.er duque de Lennox (1735-1806) convirtió parte de la casa en una escuela para el estudio de la pintura y la escultura y en 1782 remodeló una parte de ella, para la diseños de James Wyatt. Richmond HouseRichmond HouseRichmond House

### "Casa de los Condes de Loudoun y Mar"

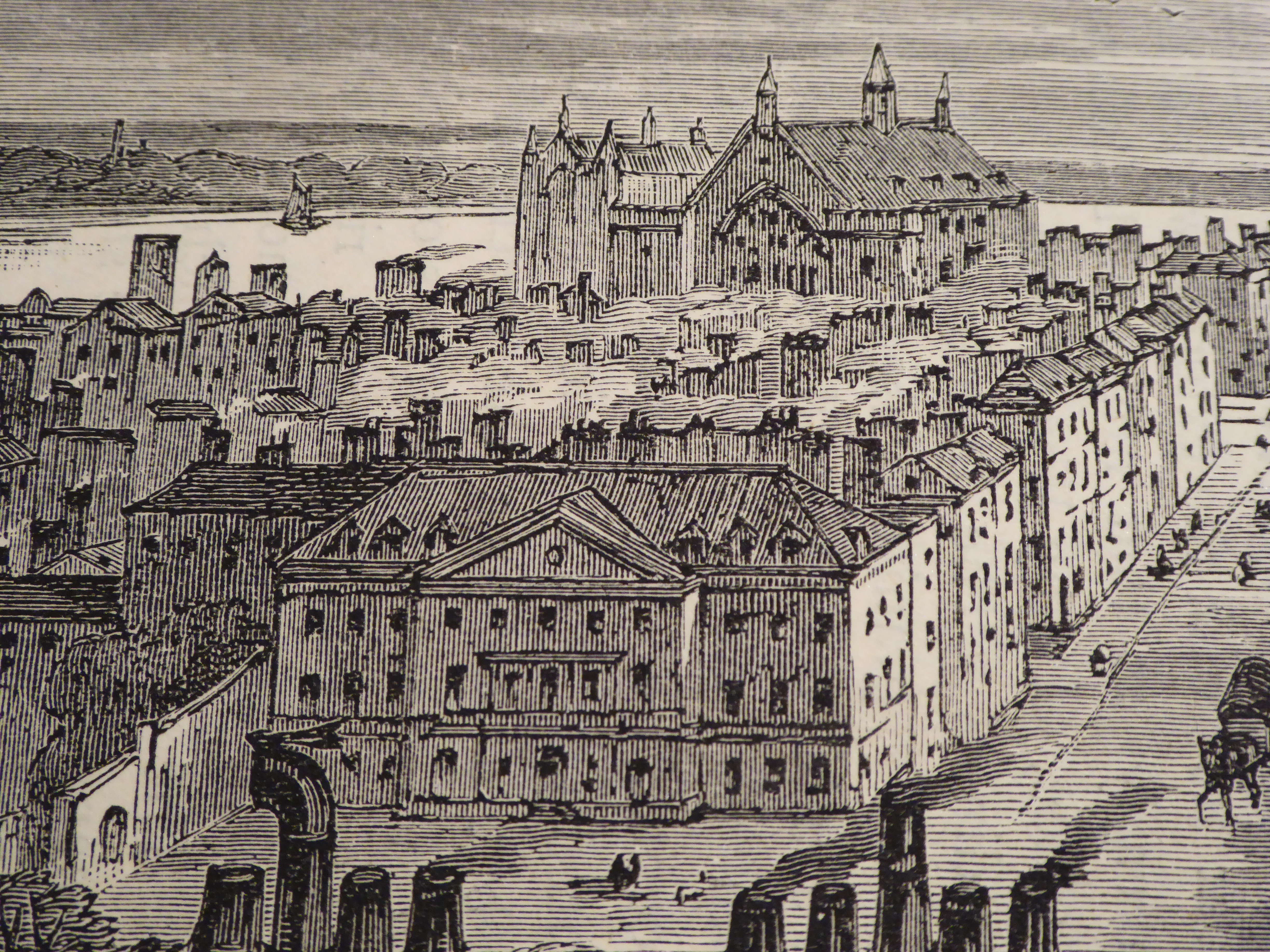
Grabado de 1807 de la "Casa de los Condes de Loudoun y Mar". Visto desde el techo del Banqueting Hall, mirando hacia el sur por Whitehall. Al fondo, Westminster Hall.

Inmediatamente al oeste de Richmond House y al lado de Whitehall se encontraba la "Casa de los Condes de Loudoun y Mar " ( secretarios de estado conjuntos del Reino de Escocia 1705-1708/9), construida entre 1687 y 1693 por John Drummond, primer conde de Melfort , Secretario de Estado del Reino de Escocia entre 1684 y 1689, para uso de los titulares de ese cargo (abolido en 1707) y demolido después de 1820 para dar paso a Richmond Terrace, construida en 1822 y que sobrevive en la actualidad. Se dividió en dos viviendas separadas, cuyos contratos de arrendamiento se llevaron a cabo personalmente después de 1707 por los descendientes de Loudon y Mar. Richmond House, construida por el segundo duque y quemada en 1791, se encontraba al este, más cerca del río. La casa Loudoun and Mar fue adquirida entre 1766 y 1790 por el tercer duque de Richmond, después de lo cual también parece haberse conocido como "Richmond House".

## Destruido por el fuego
Richmond House fue destruida por un incendio el 21 de diciembre de 1791, y no fue reconstruida por el tercer duque o sus descendientes. La biblioteca y la colección de arte fueron rescatadas del incendio y trasladadas a Goodwood House, donde se construyeron las dos alas supervivientes (según los diseños de James Wyatt ) para volver a albergarlas.
El incendio comenzó en el dormitorio de Henrietta Anne le Clerc, [lower-alpha 1] llamada "una protegida de la duquesa" y "una hija reconocida desde hace mucho tiempo de Su Gracia",  que se cree que fue la hija ilegítima del duque, para a quien se refirió en su testamento como "Miss Henrietta Anne le Clerc, que reside conmigo y aunque bautizada con el nombre de Anne solo se llama Henrietta y a quien he [¿educado?] desde su infancia" y a quien le legó un ingreso anual de £ 2,000 (también dejando £ 10,000 a cada una de sus tres hijas ilegítimas de su ama de llaves, la Sra. Bennet). Los eventos se registran de la siguiente manera en el Registro Anual de 1791: (1650-1715)(1650-1715)

## Reemplazado por Richmond Terrace

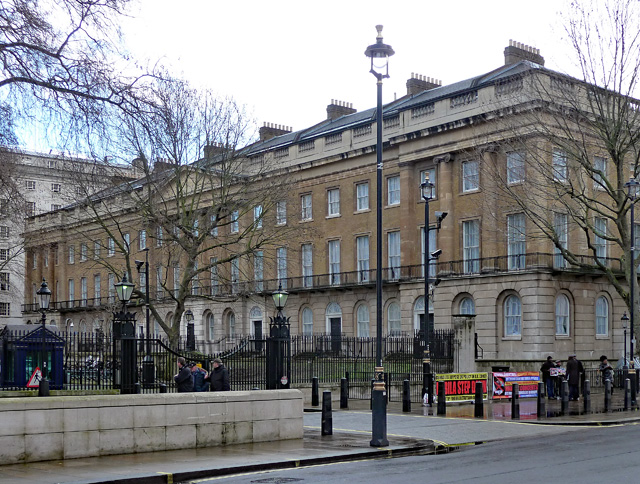
Richmond Terrace, construida en 1822 en el sitio de Richmond House, destruida por un incendio en 1791, con la misma orientación. Visto desde Whitehall, que conduce a la derecha hacia el sur hasta el Palacio de Westminster. El edificio gubernamental terminado en 1987 conocido como "Richmond House" o "79 Whitehall" está inmediatamente detrás de Richmond Terrace, con una entrada desde Whitehall, anteriormente la entrada a Richmond House Mews.

El contrato de arrendamiento del sitio pasó a otra propiedad y en 1822 se construyó la estructura superviviente de ocho grandes casas adosadas conocidas como "Richmond Terrace", que ocupan aproximadamente el mismo espacio y orientación. Estos se convirtieron en residencias privadas de moda, hasta la década de 1920, cuando expiraron los contratos de arrendamiento y volvieron a usarse como oficinas gubernamentales hasta la remodelación de 1982.

## remodelación de la década de 1980
En 1987, Richmond Terrace Mews, detrás del edificio, se construyó encima y se unió a la parte trasera de Richmond Terrace para formar un moderno bloque de oficinas gubernamentales para albergar la sede del Departamento de Salud y Seguridad Social, cuya entrada principal era el número 79 Whitehall. (anteriormente la entrada a las caballerizas). El equipo ministerial y los funcionarios clave del Servicio Nacional de Salud estuvieron ubicados allí hasta noviembre de 2017.
El nuevo edificio fue diseñado por Sir William Whitfield y se completó en 1987.

## Sitio para el parlamento temporal
En enero de 2018, la Cámara de los Comunes votó a favor de mudarse a la Casa de Richmond en 2025, por un tiempo estimado de seis años, para permitir una renovación completa del Palacio de Westminster, que alberga las Cámaras de los Comunes y los Lores. Los planes revelados en octubre de 2018 indicaron que la mayor parte de la estructura de la década de 1980 sería demolida en preparación para este movimiento, y solo se conservaría la fachada frente a un nuevo edificio diseñado por Allford Hall Monaghan Morris, que contiene una cámara y oficinas permanentes.

## notas
1. 1 2 3 4 5 6 7  «Richmond Terrace and House - UK Parliament». Parliament.uk. 24 de marzo de 2017. Consultado el 5 de marzo de 2020.
2. ↑  Walford, Old and New London, vol.3, 1873, p.377
3. ↑  Walford, p.378
4. ↑  «Richmond Terrace and House». UK Parliament. Consultado el 5 de marzo de 2020.
5. ↑  «"The house of the Earls of Loudoun and Mar" by John Caulfield junr., entitled "Richmond House, Whitehall," in the possession of the Westminster Public Library».
6. ↑  Walford,, p. 380
7. ↑  «Our History». The Goodwood Estate. Consultado el 5 de marzo de 2020.
8. ↑  Taylor, C. (1807). The Literary Panorama and National Register 2. London: Cox, Son and Baylis. col. 1088.
9. ↑  The Annual Register 1791. London: Baldwin, Craddock and Joy. 1824. pp. 46-47. Consultado el 5 de marzo de 2020.
10. ↑  «Richmond Terrace and House». UK Parliament. Consultado el 20 de febrero de 2020.
11. ↑  Postal address 79 Whitehall, London, SW1A 2NS
12. ↑  «Office Locations: Department of Health». Department of Health. Consultado el 16 de marzo de 2011.
13. ↑  «Great walks around London: Westminster and Whitehall». The Telegraph. 10 de junio de 2009. Consultado el 7 de julio de 2014.
14. ↑  «Sir William Whitfield». Oxford Index. OUP. Consultado el 30 de noviembre de 2014.
15. ↑  «MPs set to leave Houses of Parliament for £3.5bn restoration». The Guardian. Consultado el 1 de febrero de 2018.
16. ↑  «Listed Whitehall building falls victim to parliament move». The Times. 15 de octubre de 2018. Consultado el 15 de octubre de 2018.

## Otras lecturas
- «'Houses in the Bowling Green', in Survey of London: Volume 13, St Margaret, Westminster, Part II: Whitehall I, ed. Montagu H Cox and Philip Norman». London: British History Online. 1930. pp. 236-248.

- Datos: Q7330894
- Multimedia: Richmond House / Q7330894